# Индустриална организация
Индустриална организация, или индустриална икономика, раздел в икономиката, което изучава структурата на и границите между фирмите и пазарите, и стратегическите взаимодействия между отделни фирми. Изучаването на индустриалната организация добавя към модела на съвършената конкуренция търкания, които са реални и произтичат от реални фактори, като например ограничената информация, трансакционни стойности, разноски от подвижни цени, правителствени действия, и бариери на влизане за нови фирми в пазара, които могат да бъдат асоциирани с Несъвършената конкуренция. Индустриалната организация може освен това да разглежда как фирмите са организирани и как те се конкурират. 
В основата на класическия подход в индустриалната икономика е т.нар. парадигма Структура-Поведение-Резултат. Парадигмата предполага, че високата пазарна концентрация е предпоставка за съгласувано поведение на пазарните участници. Съгласуването, от своя страна, би могло да доведе до по-високи цени и реализиране на свръхпечалби.